# Chiesa dello Spirito Santo (Prepotto)
La chiesa dello Spirito Santo è un luogo di culto cattolico di Albana, frazione di Prepotto, in provincia ed arcidiocesi di Udine; fa parte della forania del Friuli Orientale.

## Storia
Una primitiva cappella venne costruita nei pressi di Albana, località citata per la prima volta nel 1161, tra i secoli XII e XIII. Questo edificio fu ingrandito ed abbellito nel 1450 e nel 1712. Si sa, inoltre, che nella seconda metà del Seicento il campanile fu colpito da un fulmine.
Nel 1821 attorno alla chiesetta fu edificato l'attuale cimitero.